# Шабак
Израелска служба безбједности (хебр. שֵׁירוּת הַבִּיטָּחוֹן הַכְּלָלִי, Sherut ha-Bitaẖon haKlali — Општа служба безбједности; арап. جهاز الأمن العام), познатија под акронимом Шабак (хебр. שב״כ; арап. شاباك) или као Шин Бет (двословна хебрејска скраћеница за „службу безбједности”), унутрашња је служба безбједности Државе Израел. Мото је „Magen veLo Yera'e” (хебр. מָגֵן וְלֹא יֵרָאֶה — Бранилац који неће бити виђен или Невидљиви штит). Штаб Шабака се налази у Афеки, сјеверној четврти Тел Авила, на узвишењу, сјеверно од парка Хајаркон.
Шабак је једна од три главне организације изаелске обавјештајне заједнице, поред Амана (војна обавјештајна служба) и Мосада (инострана служба безбједности).

## Организација
Сматра се да Шабак има три оперативна крила:
- Арапски одсјек: одговоран прије свега за противтерористичке дјелатности у Израелу, Западној обали и Појасу Газе.
- Израелски и инострани одсјек: раније носио назив Одсјек за неарапска питања. Укључује Одсјек за контраобавјештајни рад и спречавање субверзија у јеврејском сектору, познат и као „Јеврејски одсјек”.[3] Одговоран је за спречавање шпијунаже и за обрачун са екстремистима који спроводе акције (попут тероризма) против државе и демократског режима. Прве бриге одсјека биле су везане за комунистички блок, који је смањен распадом Совјетском Савеза, али и јеврејске терористичке активности почетком осамдесетих година 20. вијека.[4]
- Заштитно-безбједносни одсјек: одговора за заштиту веома важних појединаца и мјеста у земљи, као што су владин званичници, амбасаде, аеродроми и истраживачке установе.

Иако је служба безбједности, Шабак није дио израелског министарства одбране, а шеф службе је непосредно одговоран предсједнику Владе.